# Babylon Zoo
Babylon Zoo var en brittisk rockgrupp med Jas Mann (född Jasbinder Singh Mann, 24 april 1971 i Dudley, West Midlands) som frontfigur. Gruppen blev mest känd för låten "Spaceman" som var en av 1996 års mest sålda musiksinglar i världen. Låten toppade listorna i 23 länder, bland annat Sverige, och var med i reklam för Levi’s jeans. Dessutom är singeln den snabbast säljande av en debuterande artist i Storbritannien.
Gruppen har inte givit ut något nytt material sedan 2000.

## Diskografi
Album
- The Boy With the X-Ray Eyes (1996)
- King Kong Groover (1999)

Singlar
- "Spaceman" (1996)
- "Animal Army" (1996)
- "The Boy With The X-Ray Eyes" (1996)
- "Honaloochie Boogie" (1998)
- "All The Money's Gone" (1999)
- "Love Lies Bleeding" (2000)